# Resolució 497 del Consell de Seguretat de les Nacions Unides
La Resolució 497 del Consell de Seguretat de les Nacions Unides, fou aprovada per unanimitat el 17 de desembre de 1981, va declarar que la llei israeliana dels Alts del Golan, que efectivament s'annexiona els Alts del Golan, és "nul·la i sense efectes jurídics internacionals" i demana a Israel que renunciï a la seva acció.
El Consell va demanar al Secretari General de les Nacions Unides que informés al Consell en el termini de dues setmanes sobre l'aplicació de la resolució i, en cas d'incompliment d'Israel, el Consell tornaria a reunir, a tot tardar el 5 de gener de 1982, per debatre sobre noves mesures de conformitat amb la Carta de les Nacions Unides.